# Juan Manuel Peña
Juan Manuel Peña Montaño (ur. 17 stycznia 1973 w Santa Cruz) – boliwijski piłkarz występujący na pozycji obrońcy. Uczestnik Mundialu 1994 i pięciu Copa América.

## Kariera klubowa
Peña pochodzi z Santa Cruz, tam też w miejscowym klubie Blooming rozpoczął zawodową karierę piłkarską. Występował tam od 1990 r. przez 3 sezony. Następnie zaczął grać w kolumbijskim Independiente Santa Fe. W drużynie Los Cardenales rozegrał 62 mecze. W 1995 r. przeszedł do hiszpańskiego klubu Realu Valladolid. Grał tam przez 8 i pół sezonu. W każdym z nich był podstawowym zawodnikiem swojego klubu. Łącznie koszulkę Realu zakładał na 249 ligowych spotkaniach. W 2005 r. przeniósł się do innego klubu występującego w Primera División – Villarreal CF. Przez pierwsze 2 sezony tam spędzone występował w wyjściowym składzie, jednakże w sezonie następnym (2006/2007) zagrał tylko 6 spotkań. Dlatego po jego zakończeniu przeszedł do Celty Vigo, w której grał do 2009 roku.

## Kariera reprezentacyjna
Peña w reprezentacji swojego kraju zadebiutował 16 czerwca 1991 w spotkaniu z Paragwajem zakończonym bezbramkowym remisem. 2 lata później został powołany przez Xabiera Azkargortę do kadry na Copa América. Nie był to jednak szczęśliwy turniej dla Boliwii, ponieważ zajęli ostatnie miejsce w swojej grupie. A sam Peña zagrał we wszystkich 3 meczach. Rok później został powołany przez tego samego selekcjonera do kadry Mundial. Na boiskach Stanów Zjednoczonych La Verde nie zdołali wyjść z grupy a sam Peño zagrał w jednym meczu. 1995 r. selekcjoner Juan Antonio López powołał go do kadry na następne Copa América. Tym razem Boliwijczykom poszło lepiej, zajęli 3. miejsce w grupie. Peña wystąpił we wszystkich spotkaniach swojej ekipy. W 1997 r. znów został powołany na Copa América. Na swoich krajowych boiskach Boliwijczycy zajęli II miejsce, a Juan rozegrał 5 z 6 spotkań, w tym także finałowe. Dwa lata później odbyło się następne Copa América i Peña znów znalazł się w kadrze swojej reprezentacji na tę imprezę. Tym razem Boliwia nie osiągnęła tak wielkiego sukcesu jak ostatnio i nie zdołał wyjść z grupy. Peña zagrał wówczas we wszystkich spotkaniach. 23 maja 2003 r. w wygranym 1-0 towarzyskim spotkaniu z reprezentacją Hondurasu zdobył swojego pierwszego i zarazem zwycięskiego gola w barwach narodowych. 4 lata później selekcjoner Erwin Sánchez powołał go na Copa América 2007. Boliwijczycy znów nie zdołali wyjść z grupy. Juan zagrał we wszystkich 3 meczach. Łącznie w barwach narodowych rozegrał 85 meczów i jeden raz wpisał się na listę strzelców.